# 引幕
引幕（ひきまく）とは、舞台などで、左右に引いて開閉する幕のこと。歌舞伎の定式幕もまた、引幕の一種である。
歌舞伎舞台の正面には少し裾を引いた幕が垂れ下がっており、これが右手に引かれると芝居が始まり、左手に閉じると芝居が終わることを意味していた。これが引幕であり、歌舞伎狂言ではこの幕がことのほか尊ばれ、明治初年に引幕の使用が認められていたのは東京で10座に限られていたという。引幕のうち三色に彩色したものを特に定式幕という。